# Ian Burgess
Ian Burgess, britanski dirkač Formule 1, * 6. junij 1930, London, Anglija, Združeno kraljestvo, † 19. maj 2012, Harrow, London.

## Življenjepis
Debitiral je na domači dirki za Veliko nagrado Velike Britanije v sezoni 1958, kjer je z dirkalnikom Cooper T45 moštva Cooper Car Company odstopil v štiridesetem krogu zaradi okvare sklopke. V tej sezoni je nastopil še na naslednji dirki za Veliko nagrado Nemčije, kjer je z dirkalnikom Formule 2 Cooper T43 zasedel sedmo mesto, v svojem razredu pa tretje. V naslednji sezoni 1959 je z dirkalnikom Cooper T51 nastopil na štirih dirkah in ob dveh odstopih je najboljšo uvrstitev dosegel na dirki za Veliko nagrado Nemčije, kjer je s šestim mestom le za mesto zgrešil uvrstitev v točke, a dosegel rezultat kariere. Tudi v sezoni 1960 je nastopil na štirih dirkah, edino uvrstitev pa je dosegel na dirki za Veliko nagrado Francije, kjer je zasedel deseto mesto. V sezoni 1961 je na petih dirkah najboljšo uvrstitev dosegel z dvanajstim na dirki za Veliko nagrado Nemčije, v sezoni 1962 pa na treh dirkah z enajstim mestom na dirki za Veliko nagrado Nemčije. V sezoni 1963 je nastopil na dveh dirkah in obakrat odstopil, nato pa se je upokojil kot dirkač.

## Popolni rezultati Formule 1
(legenda) (odebeljene dirke pomenijo najboljši štartni položaj, poševne pa najhitrejši krog, †-uvrščen kljub odstopu)
| Leto | Moštvo                 | Šasija          | Motor               | 1   | 2       | 3       | 4       | 5      | 6       | 7       | 8      | 9   | 10      | 11  | Prv | Toč |
| ---- | ---------------------- | --------------- | ------------------- | --- | ------- | ------- | ------- | ------ | ------- | ------- | ------ | --- | ------- | --- | --- | --- |
| 1958 | Cooper Car Company     | Cooper T45      | Climax Straight-4   | ARG | MON     | NIZ     | 500     | BEL    | FRA     | VB Ret  |        |     |         |     | -   | 0   |
| 1958 | High Efficiency Motors | Cooper T43 (F2) | Climax Straight-4   |     |         |         |         |        |         |         | NEM 7  | POR | ITA     | MAR | -   | 0   |
| 1959 | Scuderia Centro Sud    | Cooper T51      | Maserati Straight-4 | MON | 500     | NIZ     | FRA Ret | VB Ret | NEM 6   | POR     | ITA 14 | ZDA |         |     | -   | 0   |
| 1960 | Scuderia Centro Sud    | Cooper T51      | Maserati Straight-4 | ARG | MON DNQ | 500     | NIZ     | BEL    | FRA 10  | VB Ret  | POR    | ITA | ZDA Ret |     | -   | 0   |
| 1961 | Camoradi International | Lotus 18        | Climax Straight-4   | MON | NIZ DNS | BEL DNS | FRA 14  | VB 14  |         |         |        |     |         |     | -   | 0   |
| 1961 | Camoradi International | Cooper T53      | Climax Straight-4   |     |         |         |         |        | NEM 12  | ITA     | ZDA    |     |         |     | -   | 0   |
| 1962 | Anglo American Equipe  | Cooper T53      | Climax Straight-4   | NIZ | MON     | BEL     | FRA     | VB 12  | NEM 11  | ITA DNQ | ZDA    | JAR |         |     | -   | 0   |
| 1963 | Scirocco-Powell        | Scirocco 02     | BRM V8              | MON | BEL     | NIZ     | FRA     | VB Ret | NEM Ret | ITA     | ZDA    | MEH | JAR     |     | -   | 0   |